# Гайтовка
Гайтовка (словац. Hajtovka) — село, община в округе Стара Любовня, Прешовский край, Словакия. Расположен в северо-восточной части Словакии на южных склонах Любовнянской верховины.
Впервые упоминается в 1427 году.
В селе есть греко-католическая церковь построенная в 1872 году.

## Население
| Год:                | 1994 | 2004     | 2014     | 2024    |
| ------------------- | ---- | -------- | -------- | ------- |
| Количество человек: | 109  | 91       | 76       | 75      |
| Разница:            |      | −16,51 % | −16,48 % | −1,31 % |

Национальный состав населения (по данным последней переписи населения — 2001 год):
- словаки —  93,33%
- русины — 3,33%
- украинцы — 2,22%
- чехи — 1,11%

Состав населения по принадлежности к религии состоянию на 2001 год:
- греко-католики — 71,11%
- римо-католики — 21,11%
- православные — 1,11%
- не считают себя верующими или не принадлежат к одной вышеупомянутой церкви — 6,67%